# Damn the Torpedoes
《Damn the Torpedoes》는 1979년 10월 19일에 발매된 미국의 록 밴드 톰 페티 앤 더 하트브레이커스의 세 번째 스튜디오 음반이다. 이 음반은 MCA 레코드가 배급한 백스트리트 레코드 레이블이 원래 발매한 세 장의 페티 음반 중 첫 번째 음반이었다. 이 음반은 그의 이전 두 음반의 상업적 성공과 비평가들의 찬사를 바탕으로 빌보드 200 차트에서 2위에 올랐다. 이 음반은 미국 음반 산업 협회로부터 트리플 플래티넘 인증을 받았다.
2003년 이 음반은 《롤링 스톤》이 선정한 역사상 가장 위대한 음반 500장 목록에서 313위에 올랐고, 2020년 개정된 목록에서는 231위에 올랐다.

## 배경 및 녹음
페티의 음반 계약은 1979년 그의 배급사 ABC 레코드가 MCA 레코드에 매각되었을 때 MCA에 할당되었다. 페티는 자신의 허락 없이는 다른 음반사에 그의 계약을 양도할 수 없다고 주장했고, 따라서 무효가 되었다. MCA는 페티를 계약 위반으로 고소하여 MCA와의 계약을 무효화하기 위한 전술로 파산을 선언하였다. 이 문제는 페티가 MCA의 자회사인 백스트리트 레코드와 새로운 음반 계약을 체결하면서 해결되었다. 지미 아이오빈이 공동 프로듀싱한 이 음반은 밴나이즈의 사운드 시티 스튜디오와 할리우드의 체로키 스튜디오에서 녹음되었다. 제목은 데이비드 패러거트 제독의 유명한 인용구 "Damn the torpedoes, full speed ahead!(빌어먹을, 전속력으로 전진하라!)"에서 따왔다.

## 발매 및 평가
| 전문가 평가                    | 전문가 평가 |
| 평가 점수                      | 평가 점수   |
| 출처                           | 점수        |
| ------------------------------ | ----------- |
| AllMusic                       | [ 6 ]       |
| Chicago Tribune                | [ 7 ]       |
| Christgau's Record Guide       | B+          |
| Encyclopedia of Popular Music  | [ 9 ]       |
| The Essential Rock Discography | 8/10        |
| MusicHound                     | 5/5         |
| Music Story                    | [ 12 ]      |
| Pitchfork                      | 9.2/10      |
| Rolling Stone                  | [ 14 ]      |
| The Rolling Stone Album Guide  | [ 15 ]      |

이 음반은 톰 페티 앤 더 하트브레이커스의 돌파구였다. 이 음반은 7주 동안 2위로 올라섰고, 핑크 플로이드의 《The Wall》이 빌보드 200 차트에서 1위를 지켰다. 웨스트우드 원에 대한 톰 페티의 반응은 "나는 핑크 플로이드를 사랑하지만 그 해에는 그들이 싫었다"였다. 이 곡은 빌보드 핫 100 싱글 차트에서 15위 안에 든 두 곡, 즉 〈Don't Do Me Like That〉 (10위)과 〈Refugee〉 (15위)를 산출했다. 새로운 공동 프로듀서인 지미 아이오빈 덕분에, 《Damn the Torpedes》는 제작에 있어 큰 도약임을 증명했다.

## 곡 목록
모든 곡들은 특별한 언급이 없는 한 톰 페티에 의해 작사/작곡하였다.
| #  | 제목                                  | 작사·작곡         | 재생 시간 |
| -- | ------------------------------------- | ----------------- | --------- |
| 1. | 〈Refugee〉                           | 페티, 마이크 캠벨 | 3:22      |
| 2. | 〈Here Comes My Girl〉                | 페티, 캠벨        | 4:27      |
| 3. | 〈Even the Losers〉                   |                   | 3:59      |
| 4. | 〈Shadow of a Doubt (A Complex Kid)〉 |                   | 4:25      |
| 5. | 〈Century City〉                      |                   | 3:45      |

| #  | 제목                              | 재생 시간 |
| -- | --------------------------------- | --------- |
| 1. | 〈Don't Do Me Like That〉         | 2:44      |
| 2. | 〈You Tell Me〉                   | 4:35      |
| 3. | 〈What Are You Doin' in My Life〉 | 3:27      |
| 4. | 〈Louisiana Rain〉                | 5:54      |

## 인증
| 국가                       | 인증        | 판매량/출하량 |
| -------------------------- | ----------- | ------------- |
| 캐나다 (뮤직 캐나다)       | 2× 플래티넘 | 200,000^      |
| 미국 (RIAA)                | 3× 플래티넘 | 3,000,000^    |
| ^출하량을 기반으로 한 인증 |             |               |